# Mikrosystemtechnik

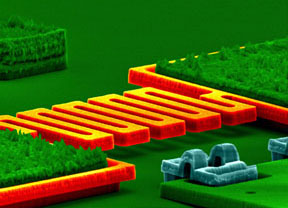
Mikroheizung

Die Mikrosystemtechnik (MST, englisch micro systems technology), selten auch Mikrosystemtechnologie, ist ein Teilbereich der Mikrotechnik und beschäftigt sich mit der Lehre, Forschung & Entwicklung sowie Herstellung von Mikrosystemen. Dabei werden beispielsweise mikromechanische oder mikrooptische Bauelemente mit mikroelektronischen Schaltungen in einem komplexen System kombiniert und integriert.
Ein weiteres Teilgebiet ist die Mikroverfahrenstechnik, die sich mit physikalischen und/oder chemischen Prozessen beschäftigt, die in mikrostrukturierten Apparaten ablaufen.

## Begriff
Für eine Abgrenzung und Definition der Mikrosystemtechnik und der Geräte selbst (MEMS), siehe Mikrosystem (Technik).

## Verfahren
In Mikrosystemen wirken Sensoren, Aktoren und Datenverarbeitung zusammen. Für die Herstellung komplexer Mikrosysteme werden daher Verfahren und Methoden aus unterschiedlichen Mikrotechniken kombiniert. Dazu zählen die Mikromechanik, die Mikrofluidik, die Bioelektronik, die Mikrooptik (Sensoren, Aktoren) sowie die Mikroelektronik (Datenverarbeitung, elektronische Schnittstellen) selbst. Die Integration zu einem System erfolgt sowohl aus diskrete Komponenten (siehe Aufbau- und Verbindungstechnik), als auch monolithisch in Halbleitermaterialien wie kristallinem Silizium oder Gallium-Arsenid (siehe Dünnschichttechnik). Die genutzten Verfahren zur Herstellung sind dabei sehr vielfältig, neben typischen Dünnschichttechniken werden auch Abformtechniken (wie LIGA), Ätztechniken usw. genutzt. Dabei nutzt die MST nahezu jede Art von Werkstoffen wie Metalle, Halbleiter, Keramiken, Sol-Gel-Materialien, Kunststoffe und viele mehr.

## Studium
Mikrosystemtechnik kann an verschiedenen Hochschulen, Universitäten oder Forschungseinrichtungen studiert werden. Grundlagen in Physik gelten generell als Grundvoraussetzung. Ähnliche Studiengänge heißen z. B. Nanotechnologie, NanoEngineering usw.

## Preise & Auszeichnungen
Die IEEE Electron Devices Society (EDS) verleiht u. a. den Robert Bosch Micro and Nano Electro Mechanical Systems Award für ausgezeichnete Arbeiten zu MEMS.

## Anwendungsbereiche
Typische Anwendungen sind Sensoren und Aktoren in einer Vielzahl von Bereichen wie der Automobilindustrie, Elektrotechnik, Informationstechnik, Verkehrstechnik, Hochfrequenztechnik und Medizintechnik.

## Verbände & Organisationen
- Forschungsfabrik Mikroelektronik (FMD)
  - Fraunhofer-Verbund Mikroelektronik in Kooperation mit den Leibniz-Instituten FBH und IHP
- IEEE Electron Devices Society (EDS)
- SEMI MEMS & Sensors Industry Group
- Semiconductor Industry Association (SIA), USA
- VDI/VDE Gesellschaft Mikroelektronik, Mikrosystem- und Feinwerktechnik (GMM)
  - VDE MikroSystemTechnik Kongress[8]
- ZVEI Fachverband Electronic Components and Systems

### Fachartikel
- Haoran Wang, Yifei Ma, Qincheng Zheng, Ke Cao, Yao Lu, Huikai Xie: Review of Recent Development of MEMS Speakers. In: Micromachines. Band 12, Nr. 10, 16. Oktober 2021, S. 1257, doi:10.3390/mi12101257 (englisch).

### Fachjournale
- Journal of Microelectromechanical Systems (JMEMS),[9] angeboten von IEEE Electron Devices Society
- Microsystem Technologies (ISSN 1432-1858), Springer
- Micromachines ISSN 2072-666X (MDPI)

### Lehrbücher
- Stephanus Büttgenbach: Mikrosystemtechnik (= Technik im Fokus). Springer Berlin Heidelberg, Berlin, Heidelberg 2016, ISBN 978-3-662-49772-2, doi:10.1007/978-3-662-49773-9.
- Markus Glück: MEMS in der Mikrosystemtechnik. Vieweg+Teubner Verlag, Wiesbaden 2005, ISBN 3-519-00520-4, doi:10.1007/978-3-663-10778-1.
- Manfred Kasper: Mikrosystementwurf. Springer Berlin Heidelberg, Berlin / Heidelberg 2000, ISBN 3-540-66497-1, doi:10.1007/978-3-642-57123-7.
- Wolfgang Menz, Jürgen Mohr, Oliver Paul: Mikrosystemtechnik für Ingenieure. Dritte, vollständig überarbeitete und erweiterte  Auflage. Wiley-VCH, Weinheim 2005, ISBN 3-527-30536-X.
- Friedemann Völklein, Thomas Zetterer: Praxiswissen Mikrosystemtechnik (= Vieweg Praxiswissen). Vieweg+Teubner (Springer), Wiesbaden 2006, ISBN 978-3-528-13891-2, doi:10.1007/978-3-8348-9105-1.

### Weiterführende Literatur
- Stephanus Büttgenbach, Iordania Constantinou, Andreas Dietzel, Monika Leester-Schädel: Case Studies in Micromechatronics: From Systems to Processes. Springer Berlin Heidelberg, Berlin / Heidelberg 2020, ISBN 978-3-662-61319-1, doi:10.1007/978-3-662-61320-7 (englisch).
- Dan Zhang (Hrsg.): Advanced Mechatronics and MEMS Devices (= Microsystems. Band 23). Springer New York, New York, NY 2013, ISBN 978-1-4419-9984-9, doi:10.1007/978-1-4419-9985-6 (englisch).
- Shiban Kishen Koul, Sukomal Dey: Micromachined Circuits and Devices: Microwave to Sub-millimeter Applications (= Lecture Notes in Electrical Engineering. Band 859). Springer Singapore, Singapur 2022, ISBN 978-981-16-9442-4, doi:10.1007/978-981-16-9443-1 (englisch).
- Yogesh B. Gianchandani, Osamu Tabata, Hans P. Zappe: Comprehensive microsystems. Elsevier, Amsterdam/Paris 2008, ISBN 978-0-444-52190-3.
- Monografien aus der Springer Serie Microsystems and Nanosystems